# Archaeodelphis
Archaeodelphis — вимерлий рід примітивних одонтоцетних китоподібних з пізнього олігоцену (чатський) морських відкладень у Південній Кароліні та належить до родини Xenorophidae.

## Опис
Археодельфіс, як і інші ксенорофіди, має полідонти.